# Mittagsjournal
Das Mittagsjournal ist eine Informationssendung des österreichischen Radiosenders Ö1. Es entstand im Oktober 1967 nach dem Rundfunkvolksbegehren und ist somit neben dem Abendjournal das älteste der sieben Journalformate in Ö1. Im August 1968 entstand das Morgenjournal. Sendungsverantwortliche Ö1-Info-Chefin ist seit 2012 Gabi Waldner. Waldners Vorgesetzter Hörfunk-Chefredakteur ist  Johannes Aigelsreiter.

## Sendezeit, Ablauf und Inhalte
Das Mittagsjournal wird montags bis freitags von 12:00 Uhr bis 13:00 Uhr und samstags von 12:00 bis 12:56 gesendet. Am Sonntag wird um 13 Uhr eine ähnliche Nachrichtensendung ausgestrahlt, für die der vom ORF verwendete Begriff Sonntagsjournal jedoch besser zutrifft, vor allem weil sie nur etwa bis 13:10 Uhr dauert.
Viele Jahre lang wurde das Mittagsjournal zugleich auf Ö1 und Ö3 gesendet, ähnlich der Zeit im Bild 1, die auch sehr lange Zeit (bis April 2007) meistens auf beiden TV-Kanälen des ORF zeitgleich um 19.30 Uhr ausgestrahlt wurde. Dies hatte beispielsweise zur Folge, dass auch hin und wieder Verkehrsmeldungen von den Moderatoren verlesen werden mussten, was eigentlich nicht Bestandteil des Programms von Österreich 1 war. Darüber hinaus verließ Ö3 in manchen Fällen die Sendung, zum Beispiel um live von wichtigen Sportereignissen (Ski-Rennen etc.) berichten zu können.
Am Anfang der Sendung steht eine kurze Zusammenfassung der geplanten Beitragsthemen durch den Moderator oder die Moderatorin, der eine längere Nachrichtenübersicht folgt. Diese wird heute durch den verantwortlichen Redakteur selbst verlesen, bis in die 90er-Jahre gab es dafür eigene Nachrichtensprecher (zum Beispiel den auch an sonsten aus Ö1 bekannten Wilfried Schirlbauer). Bis zur Abschaffung der Nachrichtensprecher war es auch üblich die jeweiligen Meldungen durch die Nennung des betreffenden Landes einzuleiten. Dies ähnelt der bis heute in Deutschland verwendeten Methode, immer zunächst den Ort des Geschehens anzugeben.
Nächster Programmpunkt ist der Wetterbericht, der von einem der ORF-Meteorologen erstellt wird. Da das ORF-Radio bis April 1991 keine eigene Wetterredaktion hatte, waren die diesbezüglichen Meldungen in dieser Zeit Bestandteil der Nachrichten. Eine Ausnahme davon bildete nur der Freitag, an dem für eine ausführliche Vorschau auf das Wochenendwetter live zur ZAMG auf die Hohen Warte geschaltet wurde. Die dortigen Meteorologen hatten jedoch keine weitere Radioerfahrung, was sich manchesmal auch in ihrem Vortragsstil bemerkbar machte.
Hauptteil der Sendung ist das nachfolgende Beitragsprogramm, das keine bestimmte Reihung der Themen (z. B. nach Innenpolitik, Außenpolitik etc.) aufweist. Stattdessen werden die einzelnen Berichte nach ihrer Wichtigkeit eingespielt, wobei es nicht selten vorkommt, dass zu einem Thema 3 oder mehr Beiträge vorliegen. Einziger Fixpunkt im Beitragsteil ist der Verweis auf das Journal-Panorama, die „Beilage“ zum Abendjournal.
Sportmeldungen fanden über sehr lange Zeit nur schwer Eingang ins Journal, meist nur dann, wenn sie einen Bewerb betrafen, der während der Sendung zu Ende ging. Doch auch dann wurden die für Österreich wichtigen Ergebnisse nur durch den Moderator verlesen. Ausführliche Berichte gibt es zu diesem Thema hingegen erst seit einigen Jahren.
Samstags nimmt die Reihe im Journal zu Gast einen bedeutenden Platz ein, in der wichtige Persönlichkeiten aus dem öffentlichen Leben ausführlich interviewt werden.
Zum Schluss des Mittagsjournals wird täglich ein Kulturbeitrag gesendet, sowie weitere kurze Nachrichtenübersichten in englischer und deutscher Sprache.
Die einzelnen Berichte sowie das gesamte Journal werden auch im Internet zur Verfügung gestellt (siehe Weblinks).

Weitere Journale auf Ö1 von Montag bis Freitag (Dauer):
- Frühjournal um 6 Uhr (10 min), seit 2006
- Morgenjournal um 7 Uhr mit Kultur aktuell (33 min), seit 1968
- Journal um acht um 8 Uhr (20 min), seit 1995
- Journal um fünf um 17 Uhr (9 min), seit 2001
- Abendjournal mit dem Journal-Panorama (Freitags Europajournal anstelle des Journal-Panorama, ab 18 Uhr (bis April 1977 ab 18:15 Uhr[2]), 55 min) – Vorgänger: Echo des Tages (1945–1954 auf Radio Wien), Echo der Zeit (ab 1954)
- Nachtjournal um 22 Uhr (8 min), seit 1977[3]

## Auszeichnungen

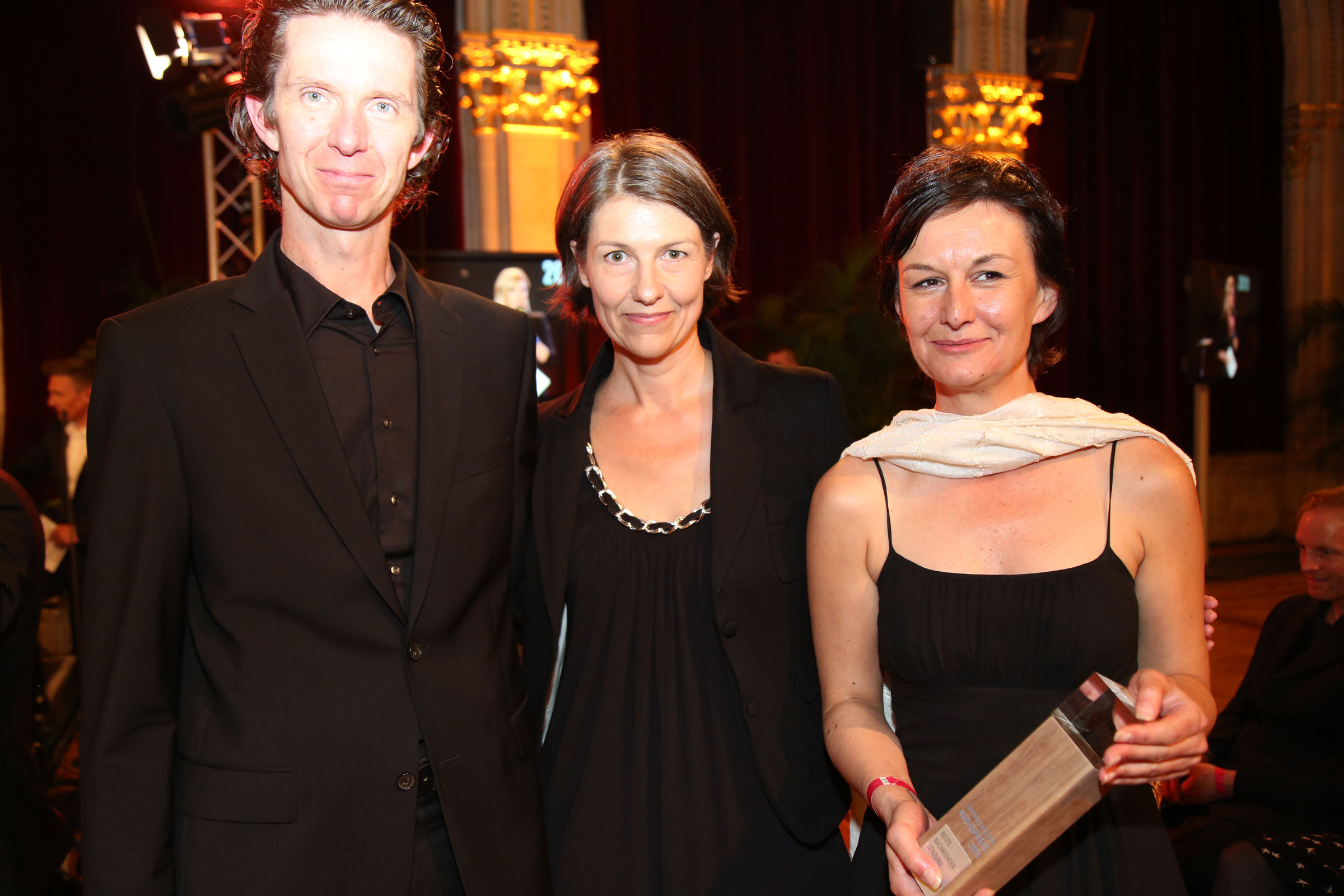
Das Team der Sendung beim Österreichischen Radiopreis 2015

2015 wurde das Team der Sendung beim Österreichischen Radiopreis in der Kategorie Beste Nachrichtensendung ausgezeichnet.

## Kennung
Bei den ersten Mittagsjournalen kam eine einfache, aber etwas hektische Kennung zum Einsatz, später wurde sie gegen eine ruhigere, weichere, von der Melodie einer Hammond-Orgel getragene Signation ausgetauscht. Zwischen 1977 und 1994 wurden die Journale von einem Satz aus den Deutschen Tänzen von Franz Schubert eingeleitet. Für viele Hörer stellt diese Kennung bis heute die „klassische“ Signatur der ORF-Informationssendungen dar. Ab September 1994
hatten die Journale eine vom Tiroler Komponisten Werner Pirchner geschriebene Kennung. Seit Oktober 2017 wird eine von Christian Muthspiel komponierte Signation verwendet.

## www.journale.at
In Zusammenarbeit mit dem ORF hat die Österreichische Mediathek in drei Schritten die Ö1-Journale von 1967 bis 1999 digitalisiert, wobei das Mittagsjournal den Kern der Arbeiten bildete. Seit Juni 2013 stehen nun über die Homepage der Mediathek alle Mittagsjournalsendungen von 1976 bis 1999, sowie die erhaltenen Archivbestände zwischen 1967 und 1973 zur Verfügung.
Siehe auch: ZDF-Mittagsmagazin